# Kert Haavistu
Kert Haavistu (Tallinn, 18 januari 1980) is een voormalig profvoetballer uit Estland die speelde als middenvelder. Hij kwam onder meer uit voor de Estische club Flora Tallinn en beëindigde zijn loopbaan in 2007 bij TVMK Tallinn.

## Interlandcarrière
Haavistu maakte in 1999 voor het eerst zijn opwachting bij de nationale ploeg van Estland. Onder leiding van bondscoach Teitur Thórdarson maakte hij zijn debuut op 18 augustus 1999 in de vriendschappelijke thuiswedstrijd tegen Armenië (2-0) in Pärnu. Haavistu viel in dat duel na 70 minuten in voor Urmas Kirs. Hij kwam tot een totaal van 44 interlands en nul doelpunten.